# Prolintane
Prolintane (Catovit, Katovit, Promotil, Villescon) là một chất kích thích  và chất ức chế tái hấp thu norepinephrine-dopamine được phát triển vào những năm 1950. Nó có liên quan chặt chẽ trong cấu trúc hóa học với các loại thuốc khác như pyrovalerone, MDPV và propylhexedrine và nó có cơ chế hoạt động tương tự. Nhiều trường hợp lạm dụng prolintane đã được báo cáo.
Với tên thương mại là "Katovit", prolintane đã được thương mại hóa bởi công ty dược phẩm Tây Ban Nha, FHER. Katovit đã được bán cho đến năm 2001, và thường được sử dụng bởi các sinh viên và công nhân như một chất kích thích để cung cấp năng lượng, thúc đẩy sự tỉnh táo và tập trung.